# Kožušany
Kožušany (německy Koschuschein) je severní část obce Kožušany-Tážaly v okrese Olomouc. Prochází tudy železniční trať Nezamyslice - Olomouc a silnice II/435. V roce 2009 zde bylo evidováno 179 adres. V roce 2001 zde trvale žilo 501 obyvatel.
Kožušany je také název katastrálního území o rozloze 4,49 km2.

## Název
Jméno vesnice bylo původně pojmenováním jejích obyvatel: Kožušěné značilo lidi přišlé z jiného sídla, které se jmenovalo buď Kožušov nebo Kožuš(ov)ice nebo Kožuše (základem všech těchto možných místních jmen bylo osobní jméno Kožuš).

## Historie
První písemná zmínka o obci pochází z roku 1297.

## Pamětihodnosti
- Kaple sv. Anny
- Socha sv. Josefa
- Pomník obětem odboje